# サークルライチ
サークルライチは、アイドルグループマーキュロが主宰する日本の音楽レーベル・アイドルレーベル。また、同レーベルに所属する女性アイドルの姉妹グループとしての総称、および所属マネジメント事務所の通称として用いられる場合もある。2023年設立。
2020年代に女性ライブアイドルシーンで起こった地雷系ロックアイドルのムーブメントの中心的位置にあるレーベルであり、主にヴィジュアル系からの影響を受けた楽曲、負の感情を吐露する歌詞、作り込まれたビジュアルで同性同年代を中心に支持を集める。
2025年5月現在8組のアイドルグループと1名のソロアイドル、研究生グループとしてサークルライチ塾生が所属している。

## 概要
2022年に結成されたマーキュロは、ネオ・ヴィジュアル系の音楽と東京グランギニョルなどの昭和レトロサブカルチャーの要素を組み合わせた独自のコンセプトで支持を集め、次第に活動規模を拡大した。
同グループがSpotify O-EASTでの自身最大規模ワンマンライブを目前に控えた2023年10月、マーキュロ発の主宰レーベルとして「サークルライチ」の設立を発表。マーキュロを「第1期生」とし、姉妹グループとなる「第2期生」として東京を拠点とする「クララ・マグラ」、「ベロティカ」、大阪を拠点とする「ガラチア」の3グループが結成された。ここまで
翌2024年5月には第3期生である「白百合と雨」が結成・デビュー。続く8月に第4期生として東京拠点の「VILLAINS HOUSE」および「クライセカイ」、初のソロアイドルである「閻魔ちゃん」、名古屋拠点の「ギミック」がデビューした。
さらに同年10月にはいわゆる研究生・研修生にあたるグループとして「サークルライチ塾生」が誕生。正規グループの楽曲カバーでライブ活動を行いながら、正規グループとしてのデビューを目指すとしている。
名称の「ライチ」は東京グランギニョルの作品およびそれを原作とする漫画作品『ライチ☆光クラブ』に由来する。
所属アーティストはいずれもいわゆるヴィジュアル系に分類されるバンド、音楽性を意識したコンセプトを持っており、それぞれリファレンスにあたるヴィジュアル系バンドも存在している。

## 特徴

### グループシンボル
所属グループはいずれも1つまたは2つのシンボルマークとなる絵文字を持っており、Xアカウントのアカウント名の両端に記載されている。

### ライブ活動
所属グループはいずれも第1期生であるマーキュロの活動歴をなぞるように活動している。
いずれもグループコンセプトにちなんだタイトル付きの単独定期公演と主催対バンイベントを持っている。
また、WOMB LIVEでデビューし、デビュー半周年記念ワンマンライブをデビューの地であるWOMB LIVEで、1周年記念ワンマンライブをSpotify O-WESTで、1周年記念ライブの次の大規模ライブを恵比寿LIQUIDROOMで、というステップアップ手順を原則的に踏襲している。

## 略歴
2023年10月1日、サークルライチ公式Xアカウントが開設され、レーベルの設立と、「第弐期生」として東京を拠点とする「クララ・マグラ」、「ベロティカ」、大阪を拠点とする「ガラチア」の3グループの結成を発表。
2023年11月2日、第2期生3グループのデビュー公演「サブカル Vol.零」を開催。
2024年4月11日、第3期生として「白百合と雨」の結成を発表。
5月、第2期生3グループの結成半周年ライブが開催される。5月2日ベロティカ主催『エロティシズム』、同8日クララ・マグラ主催『叫び』が東京・Spotify O-WESTで開催。21日、ガラチア主催『ハライソ』が大阪・FANJ twiceで開催。
5月19日、「サブカルVol.零ツー」を開催。白百合と雨がデビューした。
8月1日、第4期生として東京拠点の「VILLAINS HOUSE」および「クライセカイ」、初のソロアイドルである「閻魔ちゃん」、名古屋拠点の「ギミック」の結成を発表。
8月21日東京、8月22日名古屋の2日程で「サブカルVol.零スリー」を開催。4期生3グループおよび閻魔ちゃんがデビューした。
9月23日、サークルライチ塾生プロジェクトの始動を発表。
10月23日、「サブカルVol.零フォー」を開催。サークルライチ塾生がデビューした。
10月31日、「サークルライチ主催『Helloween』」を東京・Zepp DiverCityと大阪・BANANA HALLで同日同時に主催し、東西合計32組のアイドルグループが出演。
11月、第2期生3グループのデビュー1周年記念ワンマンライブが行われる。11月6日クララ・マグラ主催『クララ・ドグラ・マグラ』、翌7日ベロティカ主催『ベロティシズム』（東京・Spotify O-WEST）。29日、ガラチア主催『耽美過激集団劇』（大阪・BANANA HALL）。
12月20日、白百合と雨がデビュー半周年記念ワンマンライブ『洗練』をWOMB LIVEで開催。

## 所属アーティスト

### 1期生

#### マーキュロ
東京拠点。2022年5月に結成、同年6月デビュー。サークルライチを主宰している。シンボルは2つの交差した日の丸の旗（祝日の旗）🎌。

### 2期生
2023年10月1日結成発表、2023年11月2日正式デビュー。

#### クララ・マグラ
東京拠点。「叫び」がコンセプトで、「人間のリアルな心、感情の叫びを表現していく」としている。
シンボルはトランプのジョーカー🃏。
東京拠点の2期生としてデビューするメンバーが集められた際、「白」「黒」の対照的なコンセプトを持つグループとしてメンバーの振り分けがなされ、そのうち「黒」のグループがクララ・マグラとなった。

##### メンバー
| 名前                      | 生年月日 | メンバーカラー | 備考 |
| ------------------------- | -------- | -------------- | ---- |
| 青莇 みけ あおいぞ みけ   | 4月3日   | 青             |      |
| あんりゴン                | 10月8日  | 紫             |      |
| カラミ                    | 7月9日   | 真紅           |      |
| 零月 なぎ れいづき なぎ   | 11月23日 | 水色           |      |
| 愛枢 シノア ありす しのあ | 9月29日  | 黄             |      |
| ロキソ・リン              | 4月27日  | 灰色           |      |
| 兎宵 なすず つよい なすず | 12月3日  | 緑             |      |

##### 元メンバー
| 名前       | 生年月日 | メンバーカラー | 備考               |
| ---------- | -------- | -------------- | ------------------ |
| かちゅ     | 11月11日 | ピンク         | 2023年11月15日脱退 |
| ぴぅ       | 7月9日   | 純白           | 2023年12月21日脱退 |
| にゃんもな | 2月14日  | 白             | 2024年6月27日脱退  |

#### ベロティカ
東京拠点。「エロティシズム」がコンセプトで、「人間の本能を音楽、歌で表現」としている。
シンボルは舌（ベロ）👅とキスマーク💋。
東京拠点の2期生としてデビューするメンバーが集められた際、「白」「黒」の対照的なコンセプトを持つグループとしてメンバーの振り分けがなされ、そのうち「白」のグループがベロティカとなった。

##### メンバー
| 名前                        | 生年月日 | メンバーカラー | 備考 |
| --------------------------- | -------- | -------------- | ---- |
| 甘狼 ろあ あまがみ ろあ     | 8月15日  | red            |      |
| 兎沙 ぱみぇ うさ ぱみぇ     | 3月7日   | blue           |      |
| 怪造人間 かいぞうにんげん   | 8月31日  | light blue     |      |
| 星月夜 あむ せつな あむ     | 11月10日 | purple         |      |
| 姫咲 のえる ひめさき のえる | 5月5日   | pink           |      |
| 冬邑 ハク ふゆう はく       | 4月5日   | white          |      |

#### ガラチア
大阪拠点。「美・狂 を表現する『耽美過激表現集団』」をコンセプトとする。
シンボルはハムサ🪬。
2025年3月31日に解散。
東京グランギニョルの作品に『ガラチア帝都物語』がある。

##### メンバー
| 名前                      | 生年月日 | メンバーカラー | 備考                                                               |
| ------------------------- | -------- | -------------- | ------------------------------------------------------------------ |
| 傀儡 シア くぐつ しあ     | 6月25日  | 白             |                                                                    |
| 恋羽 うと このは うと     | 2月18日  | ピンク         | 解散後、うとゆにとして「うと」名義で活動                           |
| 七ヲなな ななを なな      | 12月14日 | 黄             |                                                                    |
| 巫呂 ゆに みろく ゆに     | 10月2日  | 緑             | 2024年5月1日加入 解散後、うとゆにとして「ゆに」名義で活動          |
| 骨焚 むくろ かるた むくろ | 1月6日   | 赤             | 2024年12月2日加入 解散後、セクトとして「ムクロ・ボーン」名義で活動 |

##### 元メンバー
| 名前                      | 生年月日 | メンバーカラー | 備考                                    |
| ------------------------- | -------- | -------------- | --------------------------------------- |
| 暁 あめ あかつき あめ     | 8月18日  | 赤             | 2024年10月28日脱退                      |
| 繕夜 イヴ ぜんや いゔ     | 12月24日 | オレンジ       | 2024年10月4日脱退                       |
| 水城アオイ みずき あおい  | 7月9日   | 青             | 2024年12月1日卒業                       |
| 宵闇 ライ よいやみ らい   | 4月17日  | 紫             | 2024年12月1日卒業                       |
| 今世 ちゃろ こんせ ちゃろ | 1月28日  | 水色           | 2024年12月02日加入。2025年1月24日脱退。 |

### 3期生
3期生としては白百合と雨の1グループのみが所属している。

#### 白百合と雨
2024年4月11日結成発表、同年5月19日デビュー。
2025年5月19日に解散。
シンボルは雨傘☔️。
東京拠点。「サブカル的王道」を標榜するグループで、サークル内で唯一いわゆる王道アイドルのフォーマットで活動している。
コンセプトは「王道アイドル楽曲に女の子のリアルな闇を歌詞で表現する」である。

##### メンバー
| 名前                       | 生年月日 | メンバーカラー | 備考                                           |
| -------------------------- | -------- | -------------- | ---------------------------------------------- |
| 天内シオン あまない しおん | 7月22日  | 水色           |                                                |
| 羽雪ゆう うゆき ゆう       | 7月7日   | 青             | 卒業後、セクトとして「アルマ・ユウ」として活動 |
| 赫夜咲来 かぐや さき       | 12月29日 | 赤             |                                                |
| 彼方ねむ かなた ねむ       | 6月27日  | 紫             |                                                |
| 縞居アヤ しまずい あや     | 12月1日  | ピンク         |                                                |
| 独我える どくが える       | 3月19日  | 黄             |                                                |
| 夢乃みあ ゆめの みあ       | 1月26日  | 白             | 卒業後、セクトとして「シエン・ミア」として活動 |

### 4期生
2024年8月1日結成発表、8月21日東京、8月22日名古屋でデビュー。

#### VILLAINS HOSUE
東京拠点。コンセプトは「闇系」で、「お化け屋敷」をモチーフとしている。
シンボルはお化け👻と悪魔😈。
メンバー全員が活動名を短くした愛称を持っている。

##### メンバー
| 名前                                | 生年月日 | メンバーカラー | 備考 |
| ----------------------------------- | -------- | -------------- | ---- |
| エス・ストリゴイ エス               | 6月13日  | パープル       |      |
| クレア・ココロ ココロ               | 7月29日  | ホワイト       |      |
| シャラク・カルト シャラク           | 10月25日 | レッド         |      |
| スコフィリア・ラヴェンヤカ スコヤカ | 8月3日   | グリーン       |      |
| ネリエル・レリエル ネル             | 11月26日 | ピンク         |      |
| ベル・カオス・ティターニア ベル     | 12月14日 | ブルー         |      |
| メイ・メロウ メイ                   | 9月15日  | バイオレット   |      |
| リア・トゥレーラ リア               | 1月17日  | スカイブルー   |      |

#### クライセカイ
東京拠点。「地雷系」をコンセプトとする。
シンボルは薬のカプセル💊とクマのぬいぐるみ🧸。

##### メンバー
| 名前                          | 生年月日 | メンバーカラー | 備考 |
| ----------------------------- | -------- | -------------- | --- |
| 甘依 えむ あまえ えむ         | 8月16日  | 黒             | |
| 御伽 ひめの おとぎ ひめの     | 4月28日  | 白             | |
| 巫 かぐら かんなぎ かぐら     | 8月30日  | 赤             | |
| 城 姫琴 きずき きこと         | 10月19日 | 水色           | |
| 柩 れゆ ひつぎ れゆ           | 12月5日  | 紫             | |
| 御來夜 さくは みくりや さくは | 7月13日  | 桜色           | |
| 成宮 みり なるみや みり       | 4月5日   | 青色           | 2025年2月18日加入 |
| 夜叶 めあ ないと めあ         | 9月21日  | 赤色           | 2025年2月18日加入 |
| シエン・ミア                  | 1月26日  |                | 当時白百合と雨（夢乃みあ名義）として活動していたが、サポートメンバーとして2025年4月12日に加入 同年5月30日からセクトとして活動 |

##### 元メンバー
| 名前                      | 生年月日 | メンバーカラー | 備考              |
| ------------------------- | -------- | -------------- | ----------------- |
| 巫 かぐら かんなぎ かぐら | 8月30日  | 赤             | 2025年1月20日脱退 |
| 柩 れゆ ひつぎ れゆ       | 12月5日  | 紫             | 2025年4月7日卒業  |

#### ギミック
名古屋拠点。メンバーそれぞれが番号と職名を組み合わせた「役職」を持っている。
シンボルは歯車⚙。

##### メンバー
| 名前                     | 生年月日 | メンバーカラー | 備考      |
| ------------------------ | -------- | -------------- | --------- |
| 雷神キラリ らしん きらり | 9月22日  | 黄             | 第1指揮官 |
| 棘紅テン おどろく てん   | 11月8日  | 赤             | 第2堕天使 |
| 安楽ロロ あんらく ろろ   | 8月25日  | 青             | 第3憑依者 |
| 儚恋ノア はこい のあ     | 1月10日  | ピンク         | 第4狂愛者 |
| 海月廻 うみつき めぐり   | 5月24日  | 紫             | 第5魔術師 |
| 都築りる つづき りる     | 6月29日  | 白             | 第6聖職者 |
| 古月ゆうい こづき ゆうい | 5月23日  | 緑             | 第7呪術師 |

#### 閻魔ちゃん
東京拠点。サークルライチ初のソロアイドル。元キングサリのメンバーで、同グループを脱退後、グループ在籍時から行っていたソロ活動を本格化させ、一時の無所属期間を経てサークルライチに加入した。
シンボルはドラキュラ🧛🏻と棺⚰️。
| 名前                    | 生年月日 | メンバーカラー | 備考 |
| ----------------------- | -------- | -------------- | ---- |
| 閻魔ちゃん えんまちゃん | 12月24日 | 赤             |      |

### うとゆに
2025年4月3日結成発表、同年同月6日デビュー。
ガラチアとして活動していたうととゆにが結成した初のアイドルデュオ。
シンボルは絆創膏🩹と注射💉。

#### メンバー
| 名前 | 生年月日 | メンバーカラー     | 備考 |
| ---- | -------- | ------------------ | ---- |
| うと | 2月18日  | ばぶぴんく         |      |
| ゆに | 10月2日  | もぐもぐみどりねこ |      |

### 5期生
5期生としてはセクトの1グループのみが所属している。

#### セクト
2025年5月26日結成発表、同年6月14日デビュー。
シンボルは陰陽☯️。

##### メンバー
| 名前               | 誕生日   | メンバーカラー | 備考                                       |
| ------------------ | -------- | -------------- | ------------------------------------------ |
| アルマ・ユウ       | 7月7日   | ラストブルー   | 元白百合と雨の「羽雪ゆう」                 |
| シエン・ミア       | 1月26日  | ルビー         | 元白百合と雨の「夢乃みあ」                 |
| ムクロ・ボーン     | 1月6日   | オレンジ       | 元ガラチアの「骨焚むくろ」                 |
| エルギ・カズア     | 5月23日  | エメラルド     | 元サークルライチ塾生 2期生の「荒鉤カズア」 |
| ミルゼン・ウルジュ | 3月26日  | パープル       |                                            |
| レゼ＝イルル       | 11月24日 | ブルー         |                                            |
| ナロン・ユルノ     | 2月20日  | ピンク         |                                            |
| サギリ∞ニャン      | 5月2日   | ホワイト       |                                            |

### その他

#### サークルライチ塾生
2024年9月23日結成発表。2024年10月23日デビュー。
サークルライチ所属グループのカバー曲で期間限定でライブ活動を行い、オリジナル楽曲グループでのデビューを目指す。
公式Xのアカウント名にシンボルとなる絵文字はついていないが、「リボン🎀」と「キラキラ✨」の組み合わせをシンボルとして用いている場合がある。

##### メンバー
| 名前                    | 生年月日 | メンバーカラー   | 備考               |
| ----------------------- | -------- | ---------------- | ------------------ |
| 夜凪しお よなぎしお     | 10月31日 | マリンブルー     |                    |
| 成宮みり なるみやみり   | 4月5日   | ばぶみレッド     |                    |
| 紫翠るあ しすいるあ     | 6月19日  | みるきーぱーぷる |                    |
| 津月りる つづきりる     | 6月29日  | 萌ホワイト       |                    |
| 香遥ここ こはるここ     | 3月11日  | フェアリーピンク |                    |
| 古月ゆうい こづきゆうい | 5月23日  | コズミックブルー | 2024年12月07日加入 |

## ライブ

### サブカル
サークルライチが主催し、サークルライチ所属グループを中心に組まれる対バンイベント。
全グループが出演する大規模なものは「vol.壱」から大字でナンバリングされている。新グループデビュー公演の際はナンバリングが「Vol.零」になり、「零ツー」「零スリー」……と続いている。
また、全グループの中から特定のコンセプトに合致するグループが出演する「サブカル白」「サブカル黒」のようなナンバリング外の公演も行われている。

### 東京絶対帝都
マーキュロの主催対バンイベントとして2022年にスタート。2023年10月のサークルライチ設立に伴い主催をサークルライチ名義に移管し、以後はマーキュロが出演しない回も開催されている。
Vol.28までの出典はlivepocket
。
Vol.29以降の出典はticket dive
。

### クララ・ベロ・マグラ・ティカ
東京拠点の2期生グループであるクララ・マグラとベロティカによるツーマンライブで、継続的に開催されている。2025年2月6日には特別編として両グループ初のバンドセットでの公演が予定されている。

### 『四期生』
4期生全員が出演する対バンイベント。

### グループ主催ライブ

#### ドグマ
クララ・マグラの単独定期公演。

#### 文明改革
クララ・マグラの主催対バンイベント。

#### Beauty & Beast
ベロティカの単独定期公演。

#### 誘惑
ベロティカの主催対バンイベント。

#### 帝都物語
ガラチアの単独定期公演。

#### ワルプルギス
ガラチアの主催対バンイベント。

#### 雨音
白百合と雨の単独定期公演。

#### 純潔の闇
白百合と雨の主催対バンイベント。

#### HORROR HOUSE
VILLAINS HOUSEの単独定期公演。

#### ◯◯なセカイ
クライセカイの単独定期公演。「◯◯」には毎回異なるコンセプトが入る。

#### からくり
ギミックの単独定期公演。

#### ひめごと
ギミックの主催対バンイベント。

#### 生き地獄体験キット
閻魔ちゃんの定期公演。